# Liste der Einträge im National Register of Historic Places im Lawrence County (Alabama)
Die Liste der Registered Historic Places im Lawrence County führt alle Bauwerke und historischen Stätten im Lawrence County in Alabama auf, die in das National Register of Historic Places aufgenommen wurden.

## Aktuelle Einträge
| Lfd. Nr. | Name                                        | Bild | Datum der Eintragung | Adresse/Lage                                                                                          | Ort         | ID-Nr.   | Beschreibung                                        |
| -------- | ------------------------------------------- | ---- | -------------------- | --- | ----------- | -------- | --------------------------------------------------- |
| 1        | Albemarle                                   |      | 19. Feb. 1986        | Off US 72                                                                                             | Courtland   | 86003856 |                                                     |
| 2        | Archeological Site No. 1LA102               |      | 14. Dez. 1985        | Address Restricted                                                                                    | Haleyville  | 85003117 |                                                     |
| 3        | Bride’s Hill                                |      | 9. Juli 1986         | Lock Rd.                                                                                              | Wheeler     | 86001544 |                                                     |
| 4        | Courtland Historic District                 |      | 13. Mai 1991         | Roughly bounded by Clinton, Madison, Van Buren, Jefferson, Ussery, Tennessee, Monroe and Academy Sts. | Courtland   | 91000597 |                                                     |
| 5        | Goode-Hall House                            |      | 1. Okt. 1974         | N of Town Creek of AL 101                                                                             | Town Creek  | 74000418 | Auch bekannt als Sounders mansion                   |
| 6        | Ice House                                   |      | 22. Juni 2000        | 844 Seminary St.                                                                                      | Moulton     | 00000712 |                                                     |
| 7        | John McMahon House                          |      | 11. Dez. 1987        | Jct. South Lane & Jefferson St.                                                                       | Courtland   | 87001454 |                                                     |
| 8        | Joseph Wheeler Plantation                   |      | 13. Apr. 1977        | E of Courtland off AL 20                                                                              | Courtland   | 77000209 | Auch bekannt unter dem Namen Pond Spring Plantation |
| 9        | Moulton Courthouse Square Historic District |      | 14. Aug. 1998        | Roughly bounded by Lawrence, Main, Court, and Market Sts.                                             | Moulton     | 98001026 |                                                     |
| 10       | Thomas Holland House                        |      | 1. Okt. 1991         | Off Alt. US 72 S of Hillsboro                                                                         | Hillsboro   | 91001478 |                                                     |
| 11       | Wheeler Hydroelectric Project               |      | 26. Juli 2016        | 24455 AL 101                                                                                          | Rogersville | 16000431 |                                                     |